# Titania (Riodeva)

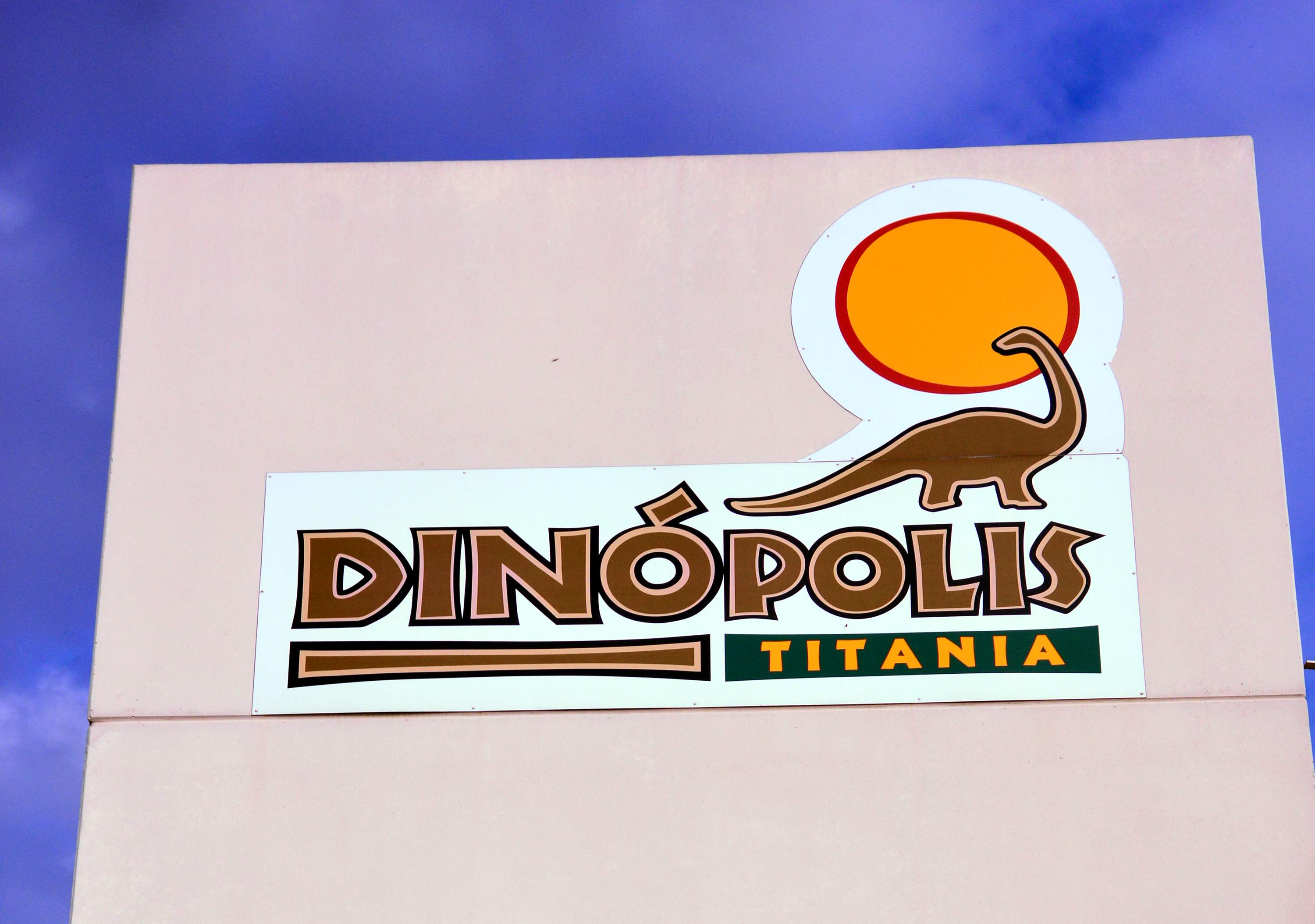
Detalle del logotipo de Dinópolis-Titania (Riodeva), en la fachada del museo (2017).

Titania es un museo ubicado en Riodeva, municipio de la provincia de Teruel (Comunidad Autónoma de Aragón, España). 
Subsede de Dinópolis Teruel, parque dedicado a la paleontología en general y a los dinosaurios en particular.

## Ubicación y características
El museo se halla al este de la población, próximo a la Ermita de la Purísima Concepción, una construcción neoclásica de mediados del siglo XIX.
Parcialmente excavado en un muro de roca, al museo se accede por un edificio integrado en la montaña. En el futuro, la parte superior será un paseo visitable con representaciones de dinosaurios.
Posee una extensión de más de 600 m² de área expositiva, lo que ha supuesto una inversión de más de un millón de euros (1 091 000 €), financiados por el Ayuntamiento de Riodeva a través del «Fondo de Inversiones para Teruel» (FITE), de los que casi la mitad (450 000 €) corresponden a la parte de contenidos museísticos del propio centro.
La apertura del centro está vinculada a la riqueza en yacimientos de grandes dinosaurios de la zona: 

«Hace 150 millones de años su superficie era un delta con grandes arrastres de limos que facilitó la preservación de los restos fosilizados. Ambientalmente era un lugar con densa vegetación de la que se alimentaban estos grandes animales, que a su vez eran presa de los grandes dinosaurios depredadores o carroñeros. De hecho, en la zona se ha encontrado el mayor diente de dinosaurio carnívoro».
Titania (subsede Dinópolis), elPeriódico de Aragón

Como otras sedes del «Territorio Dinópolis», Titania tiene su propia mascota, «Riox, un simpático dinosaurio carnívoro».

## Contenido
La subsede de Titania está dedicada al gigantismo, en particular al Turiasaurus riodevensis -el dinosaurio más grande de Europa y uno de los mayores del planeta-, del que se conoce más del 40% de su esqueleto, lo que constituye uno de los hallazgos más importantes de la provincia de Teruel.
El gigante europeo fue encontrado en el municipio de Riodeva (en 2003), por paleontólogos de la «Fundación Conjunto Paleontológico de Teruel-Dinópolis».
Entre los contenidos de Titania cabe destacar «una espectacular reproducción, a tamaño natural, de la mitad anterior del esqueleto de Turiasaurus (incluyendo la de su cráneo, recientemente presentada)». Respecto del lagarto de Riodeva, comenta Alcalá Martínez (2010):

«Se trata de un gigantesco dinosaurio encontrado en Riodeva, verdadero criadero de yacimientos con dinosaurios, [...]. Y entre ellos destacan los restos de un saurópodo (hasta 70 elementos se han recuperado de su esqueleto, que lo convierten en el dinosaurio gigante más completo registrado hasta el momento en el mundo) de un tamaño fuera de lo común. [...] lo más relevante desde un punto de vista paleontológico es que sus características permiten definir un nuevo grupo de dinosaurios, el llamado clado Turiasauria, en el que se agrupa con el dinosaurio de Cuesta Lonsal (Galve) y con el de Losilla de Aras (Alpuente, Valencia). Además, seguramente pertenecen al mismo grupo restos encontrados en Asturias, Portugal, Francia y Reino Unido. Probablemente se trata del hallazgo más espectacular de la paleontología turolense, publicado en la, posiblemente, la más reputada revista científica del mundo».
Carta paleontológica, Luis Alcalá Martínez

El descubrimiento fue publicado en la revista Science (2006), por Rafael Royo-Torres et al.
La muestra de Titania se acompaña de réplicas de huesos de dinosaurios procedentes de otros yacimientos de Riodeva, tales como diplodócidos, estegosáuridos, ornitópodos y dinosaurios carnívoros. Asimismo, el museo alberga reconstrucciones realistas (escala 1:10) de los dinosaurios citados, que muestran cómo eran en vida, y la cabeza a tamaño natural del citado Turiasaurus -literalmente, lagarto del Turia-, así como el entorno y medio ambiente en el que vivía (hace 150 millones de años), a partir de rocas y estratos geológicos del término d Riodeva.